# Гамовский мятеж
Восстание Гамова — сложившееся в советской историографии название антибольшевистского восстания под руководством атамана Амурского казачьего войска И. М. Гамова в Благовещенске 6—13 марта 1918 года, подавленное силами Красной гвардии.

## Причины восстания
Вести из Европейской России о захвате власти большевиками приходили на Дальний Восток с большой задержкой. Так, об октябрьских событиях в Москве и Петрограде стало известно только через две недели. В местных советах преобладали эсеры. Пока Советы колебались, городская дума Благовещенска совместно с комиссаром Временного правительства и командованием Амурского Казачьего войска сформировала «Комитет общественного порядка» (КОП), который был провозглашён высшей легитимной властью в Приамурье.
26 января 1918 года Благовещенский совет объявил о переходе всей власти в крае к нему. Столкновение становилось неизбежным.
Казаки резко отличались от других крестьян России: это было привилегированное военное сословие, которое в обмен на обязанность нести военную службу до тридцатишестилетнего возраста наделялось земельными участками в размере 30 десятин на каждого казака. Они не нуждались в новых землях, им надо было сохранить то, чем они владели. Желая прежде всего защитить свой статус и свою независимость, обеспокоенные большевистскими декларациями, клеймящими кулаков, казаки присоединились к антибольшевистским силам.
30 января И. М. Гамов созвал Войсковой Казачий круг, который вынес резолюцию о непризнании советской власти. КОП объявил о формировании гражданской милиции. В отряды милиции влились офицеры и юнкера (80 человек), ночью тайно перешедшие по льду Амура из соседнего Китая. К началу марта 1918 года в распоряжении КОП было до 5000 бойцов, три орудия и четыре пулемёта.

## Ход событий
6 марта 1918 года в Благовещенске началось антикоммунистическое восстание. Первым действием стало блокирование здания, в котором располагался исполком Совета, и арест его членов-большевиков. В течение суток восставшие захватили склады оружия, заняли административные учреждения, почтамт, телеграф, телефонную станцию и железнодорожный вокзал, разоружили местный советизированный гарнизон и часть красногвардейцев, а также установили заслон на переправе через реку Зея. Вооружённое сопротивление оказали только моряки Амурской флотилии, но они были быстро вытеснены из города.
7 марта в селе Астрахановка (в 7 километрах к северу от города) большевиками был образован Военно-революционный комитет (ВРК) и организован Объединенный революционный отряд под командованием В. К. Аксёнова. Здесь же на зимовке находился большевизированный отряд Амурской военной флотилии (канонерские лодки «Орочанин» и «Вотяк», а также бронекатер «Пика»). Со станции Бочкарёво Военревком сообщил о восстании во Владивосток, Читу, Хабаровск и другие города Дальнего Востока. Одновременно в Астрахановку начали прибывать подкрепления из числа железнодорожных рабочих, а также крестьян из окрестных деревень: Алексеевки, Белогорья, Петропавловки, Средне-Белой, Богородской, Троицкой, Успеновки и других.
8 марта 1918 года И. М. Гамов повёл наступление на Астрахановку и попытался установить контроль над Амурской железной дорогой, двинув бронепоезд к станции Бочкарёво, но атака была отбита. После этого стороны заключили перемирие на 48 часов. Красные использовали эту передышку для пополнения своих сил. Из Владивостока прибыли 500 красногвардейцев с 12 пулемётами и 4 орудиями, из Читы — поезд с оружием и снарядами, из Хабаровска — рабочие арсенала и затона. Слывшее одним из самых ««красных» в регионе село Ивановка дало для подавления выступления атамана Гамова 13 рот бойцов. Для общего руководства действиями прибыли члены Дальневосточного краевого исполкома Советов М. И. Губельман и П. Минаев. Общее количество красных достигло 10—12 тысяч человек.
11 марта 1918 года в Благовещенск из Астрахановки на переговоры была направлена делегация с предложением освободить арестованных большевиков и распустить отряды гражданской милиции. Но руководители восстания отказались, надеясь продержаться до прихода помощи из Забайкалья и Маньчжурии, где готовились белогвардейские отряды. Более 80 офицеров уже прибыли из Сахаляна (Хэйхэ) в Благовещенск. В городе было введено осадное положение, объявлена всеобщая мобилизация, увеличившая силы восставших до 8 тысяч бойцов. Таким образом, наметился полуторный перевес в силах у большевиков.
12 марта Красная гвардия, усиленная добровольцами из числа экипажей Амурской военной флотилии, начала штурм Благовещенска. Одному из красногвардейских отрядов удалось незаметно переправиться по замерзшему руслу реки Зеи и выйти в тыл оборонявшимся, что решило исход боя. К вечеру красногвардейцы овладели бо́льшей частью города, пробились к тюрьме и освободили более пятисот находившихся в ней заключённых. Особенно упорный бой шёл за последний оплот оборонявшихся — Благовещенский железнодорожный вокзал. В упорном бою погибло или было ранено до половины его защитников.
13 марта 1918 года восстание было окончательно подавлено, 14 марта возобновил работу областной Совет.

## Последствия восстания
С 6 по 13 марта, по предварительным оценкам, в Благовещенске погибли около 500 мирных жителей и почти 200 военных.
Остатки восставших, в том числе и сам И. М. Гамов ушли в Сахалян, захватив с собой 40 млн. (или даже 49 млн.) рублей.
В боях с обеих сторон погибло не менее 200 человек (в том числе 92 красногвардейца).